# Fiokła Biezzubowa

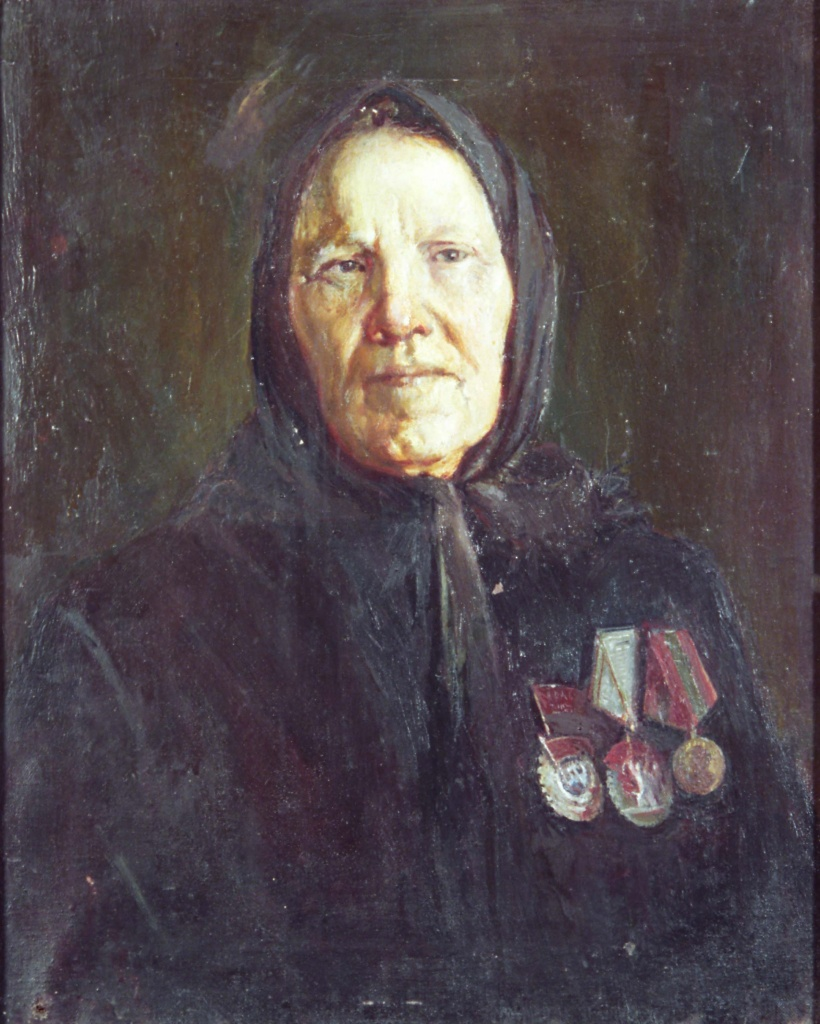
Portret Biezzubowej pędzla S. Sołdatowa

Fiokła Ignatjewna Biezzubowa, zd. Zwierkowa (ur. 27 września 1880 w Od Murza, zm. 12 maja 1966) – mordwińska (erzjańska) chłopka i artystka ludowa, pieśniarka i bajarka.

## Życiorys
Pochodziła z ubogiej wielodzietnej rodziny chłopskiej. Jeszcze w dzieciństwie zaczęła razem z rodziną pracować w gospodarstwie, nie ukończyła żadnej szkoły. Od swojej babki Jewdokii Zwierkowej uczyła się pieśni i baśni ludowych. W 1901 r. została wydana za mąż za Ilję Biezzubowa, również ubogiego chłopa z sąsiedniej wsi Siemilej, i zamieszkała razem z nim w domu jego rodziców. Dopiero w 1910 r. małżonków było stać na zakupienie osobnego gospodarstwa. W małżeństwie w 1902 r. urodzili się syn Grigorij, który krótko potem zmarł, następnie w 1905 r. syn Gieorgij i w 1914 r. syn Wasilij.
W 1915 r. Ilja Biezzubow został zmobilizowany do armii rosyjskiej. Fiokła Biezzubowa, aby utrzymać siebie i synów, przez trzy lata pracowała na kolei. Gdy Ilja wrócił z frontu, rodzina wyjechała do pracy na Syberię, jednak wybuch rosyjskiej wojny domowej i choroba Ilji skłoniły ich do powrotu do rodzinnej Mordowii. W 1923 r. urodziła się ich córka Lubow. W 1930 r., w czasie kolektywizacji radzieckiego rolnictwa, wstąpili do kołchozu im. Nadieży Krupskiej i przez kolejnych kilka lat równocześnie prowadzili małe gospodarstwo na własne potrzeby i pracowali w kołchozie.
W 1936 r. do Siemileja przybyła ekspedycja badaczy folkloru z Mordwińskiego Instytutu Naukowo-Badawczego. Fiokła Biezzubowa podyktowała im pieśni, ludowe lamenty i baśnie, wywierając ogromne wrażenie. Badacz A. Dorojczenko pomógł kobiecie wstąpić do Związku Pisarzy ZSRR w 1938 r. W tym samym roku Biezzubowa przeprowadziła się do Sarańska. W 1939 r. została odznaczona Orderem Czerwonego Sztandaru Pracy, a pierwszy tom jej utworów wyszedł drukiem. Rok później, z okazji swoich 60. urodzin, Biezzubowa została ogłoszona ludową artystką Mordowskiej Autonomicznej SRR.
Podczas II wojny światowej Fiokła Biezzubowa tworzyła utwory o tematyce patriotycznej, przekształcając ludowe lamenty i opowieści. Wyjeżdżała na front, by występować przed żołnierzami armii radzieckiej. Między grudniem 1943 r. a końcem stycznia roku następnego, jako członkini brygady Wszechzwiązkowego Domu Twórczości Ludowej im. Nadieżdy Krupskiej występowała na froncie 197 razy. Za swoją działalność w latach wojny w 1947 r. otrzymała medal Za ofiarną pracę w Wielkiej Wojny Ojczyźnianej 1941-1945. W tym samym roku została wybrana do Rady Najwyższej Mordwińskiej Autonomicznej SRR.
W latach 50. zbiory pieśni i poezji Biezzubowej były wydawane w języku erzja (Od pingie morot w 1950, Morot dy skazt w 1952) w języku rosyjskim (Piesni i skazy w 1955) oraz w języku moksza. Drukiem wydanych zostało ok. 80 utworów tej autorki, improwizacji reprezentujących różne gatunki ludowe.